# Силва, Рафаэла
Рафаэла Лопес Силва (порт.-браз. Rafaela Lopes Silva; род. 24 апреля 1992, Рио-де-Жанейро) — бразильская дзюдоистка, выступающая в весовой категории до 57 кг. Олимпийская чемпионка 2016 года, двукратная чемпионка мира по дзюдо (2013 и 2022), серебряный призёр чемпионата мира (2011).

## Биография
В 2012 году принимала участие в летних Олимпийских играх в Лондоне, но заняла лишь 9-е место, в 1/8 финала проиграв венгерской дзюдоистке Хедвиг Каракаш.
В 2016 году на летних Олимпийские игры 2016 в Рио-де-Жанейро выступая в весовой категории до 57 кг завоевала золотую медаль, в финале победив монгольскую дзюдоистку Доржсурэнгийн Сумъяа, и принеся Бразильской сборной единственное золото в дзюдо.
В интервью бразильскому журналу Globo Esporte 10 августа 2016 года совершила каминг-аут, рассказав о своих многолетних отношениях с женщиной по имени Тамара.
На предолимпийском чемпионате мира 2019 года, который проходил в Токио завоевала бронзовую медаль, победив в матче за третье место французскую спортсменку Сару Кескю.

## Выступления на Олимпиадах
| Олимпиада           | Дисциплина              | Место   |
| ------------------- | ----------------------- | ------- |
| Лондон 2012         | дзюдо, женщины до 57 кг | 9 место |
| Рио-де-Жанейро 2016 | дзюдо, женщины до 57 кг | 1 место |